# 鼎新彝族苗族乡
鼎新彝族苗族乡是中华人民共和国贵州省毕节市大方县下辖的一个民族乡。

## 行政区划
鼎新彝族苗族乡下辖以下村级行政区划单位：
鼎新社区、新启村、和平村、风景村、黑泥村、新场村、同心村、五一村、长丰村、新发村、大井村、中心村和水塘村。